# Трансформація гірських порід

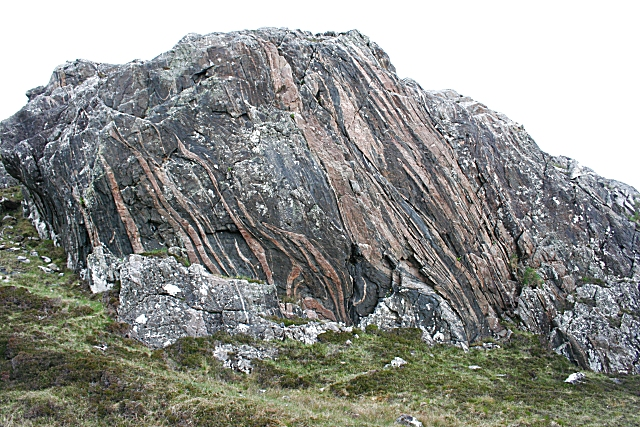
Гранітоїд

Трансформація (трансформізм) гірських порід — формування гірських порід, у першу чергу гранітоїдів, у процесі зміни вихідних утворень у результаті метасоматозу, яке відбувається завдяки привнесенню одних і виносу інших хімічних компонентів (Holmes, Reynolds, 1936).

## Інтернет-джерела
- Gesteine — Baumaterial unserer Erde [Архівовано 11 вересня 2017 у Wayback Machine.]